# Felix Grucci
Felix J. Grucci jr. (ur. 25 listopada 1951 w Brookhaven) – amerykański polityk, członek Partii Republikańskiej.

## Działalność polityczna
W okresie od 3 stycznia 2001 do 3 stycznia 2003 przez jedną kadencję był przedstawicielem 1. okręgu wyborczego w stanie Nowy Jork w Izbie Reprezentantów Stanów Zjednoczonych.